# Rolf Niederhauser

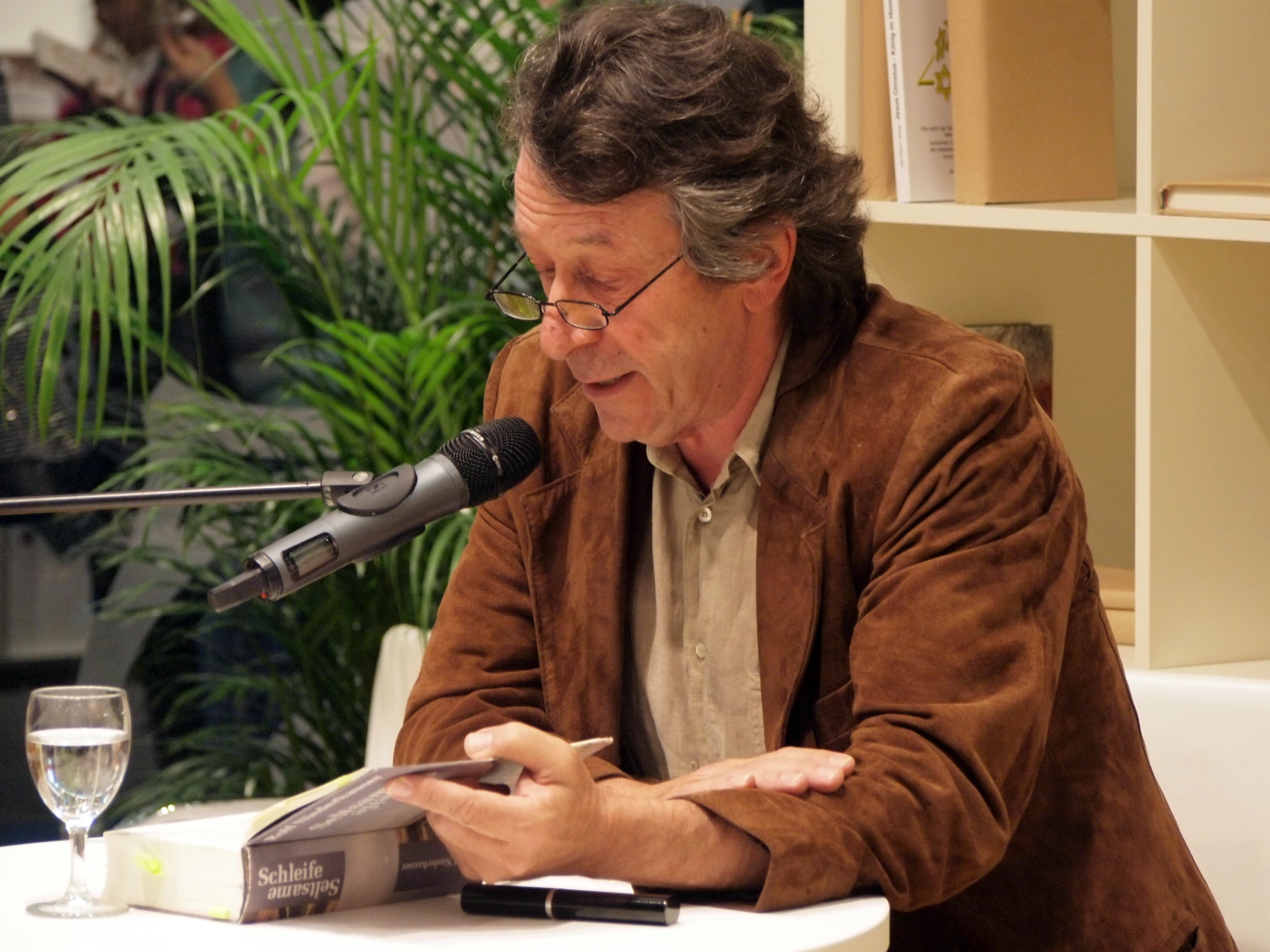
Rolf Niederhauser 2014 auf der Frankfurter Buchmesse

Rolf Niederhauser (* 25. Oktober 1951 in Zürich) ist ein Schweizer Schriftsteller.

## Leben
Rolf Niederhauser wuchs auf in Biberist/Kanton Solothurn. Nach dem Besuch der Primar- und Bezirksschule absolvierte er in Solothurn eine Lehre als Elektromonteur. Er arbeitete im gelernten Beruf, unterbrochen von einer einjährigen Tätigkeit als Korrektor bei der Solothurner Zeitung. Daneben holte er auf  dem Zweiten Bildungsweg 1974 die Reifeprüfung nach; anschliessend studierte er von 1976 bis 1982 Wirtschaftswissenschaften an der Universität Basel. Dieses Studium schloss er ab mit dem Grad eines Lizenziats, danach war er als Journalist tätig.
Von 2002 bis 2002 leitete er in Basel ein Forschungsprojekt zum ausserschulischen Lernen.
Niederhausers erste schriftstellerische Versuche reichen in seine Lehrjahre zurück. Seit 1988 lebt er als freier Schriftsteller in Basel. 1989 nahm er am Ingeborg-Bachmann-Wettbewerb in Klagenfurt teil.
2014 ist sein Roman Seltsame Schleife erschienen, an dem er in den letzten 20 Jahren geschrieben hat.
Rolf Niederhauser ist Verfasser von Romanen, Gedichten und Theaterstücken.

## Auszeichnungen
- 1977 Werkjahr des Kantons Solothurn
- 1989 Mara-Cassens-Preis; Buchpreis des Kantons Bern
- 1992 Writer-in-Residence am Allegheny College in Meadville/Pennsylvania

## Werke
- Mann im Überkleid. Ein Rapport. Huber, Frauenfeld 1976, ISBN 3-7193-0531-7.
- Ein paar junge Leute haben es satt zu warten auf das Ende der bloßen Vermutung, daß es bessere Formen menschlicher Gemeinschaft gibt. Luchterhand, Darmstadt 1978 (über die Genossenschaft Kreuz in Solothurn).
  - erweiterte Neuauflage: Der gesunde Menschenversand, Luzern 2023, ISBN 978-3-03853-988-9 (= Essais agités. 11).
- Kältere Tage in sieben Bildern. Luchterhand, Darmstadt 1980, ISBN 3-472-86506-7.
- Alles Gute. Fußnoten zum Lauf der Dinge 1980–1985. Luchterhand, Darmstadt 1987, ISBN 3-472-61694-6.
- Nada oder Die Frage eines Augenblicks. Roman. Luchterhand, Darmstadt 1988, ISBN 3-630-86678-6.
- Requiem für eine Revolution. Tagebuch Nicaragua. Luchterhand, Frankfurt am Main 1990, ISBN 3-630-61962-2.
- Seltsame Schleife. Roman. Rotpunktverlag, Zürich 2014, ISBN 978-3-85869-584-0.[1]

### Herausgeberschaft
- mit Martin Zingg: Geschichten aus der Geschichte der Deutschschweiz nach 1945. Luchterhand, Darmstadt 1983.
  - erweiterte Neuausgabe als: Schweiz. Geschichten aus der Geschichte nach 1945. Luchterhand, Frankfurt am Main 1991, ISBN 3-630-61947-9.
- Wenn der Alltag Schule macht (mit einem Begleittext von Peter Bichsel). Merian, Basel 1992, ISBN 3-85616-047-7.
- Max Frisch: «Ich stelle mir vor». Ein Lesebuch. Suhrkamp, Frankfurt am Main 1995, ISBN 3-518-40710-4.
- mit Heinz Rhyn: Lernen außerhalb der Schule. Haupt, Bern 2004, ISBN 3-258-06752-X.